# Eutrofizzazione

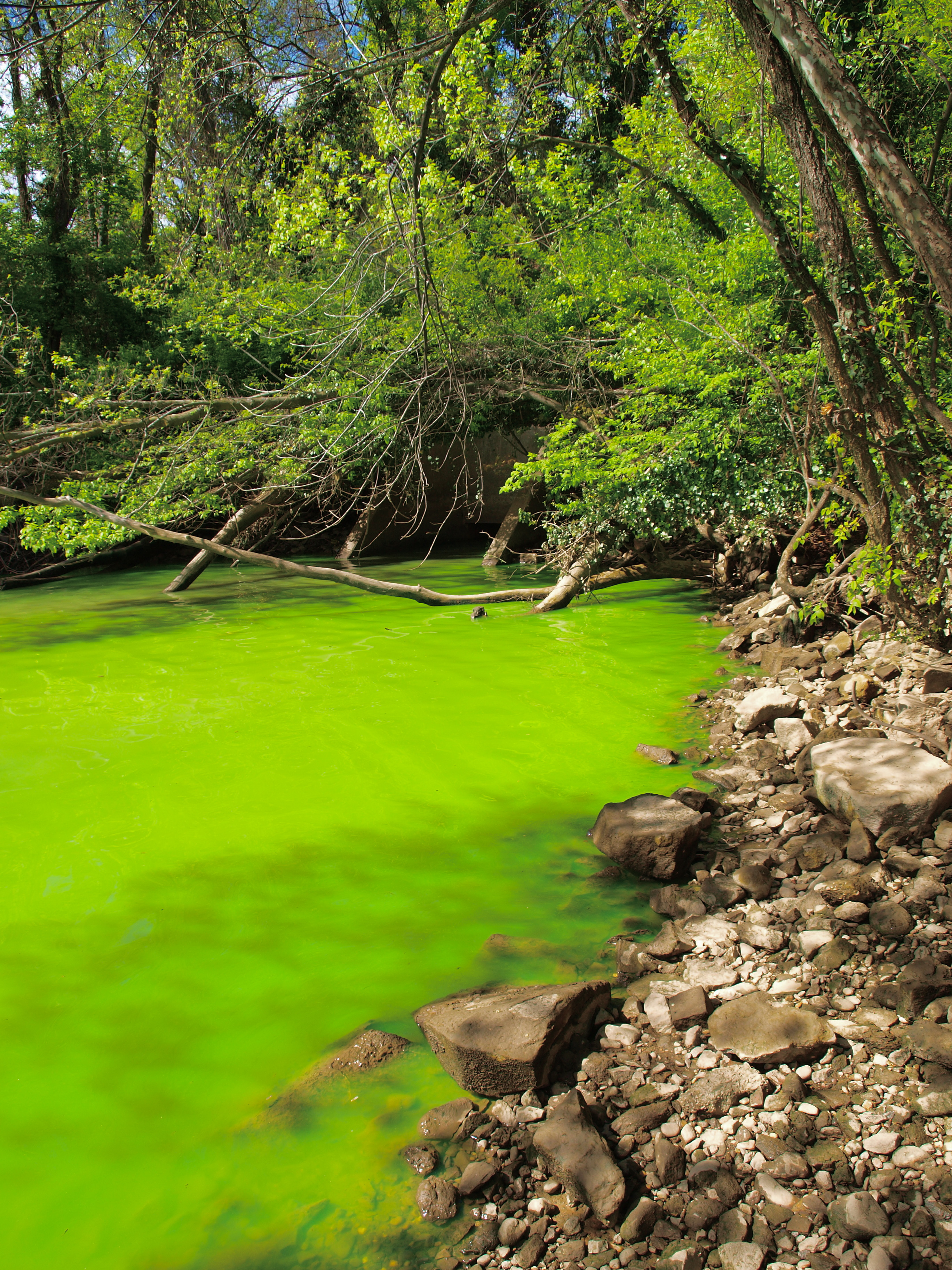
Eutrofizzazione nel fiume Potomac: il colore verdastro delle acque è causato da uno sviluppo eccessivo di cianobatteri.

Il termine eutrofizzazione, derivante dal greco eutrophia (eu = "buono", trophè = "nutrimento"), indica una condizione di ricchezza di sostanze nutritive in un dato ambiente, in particolare una sovrabbondanza di nitrati e fosfati (soprattutto la presenza nell'acqua di Na5P3O10, un agente chelante per ioni Ca2+ e Mg2+) in un ambiente acquatico.

## Un fenomeno inquinante
Il termine viene correntemente usato anche per indicare l'accrescimento degli organismi vegetali, che si ha per effetto della presenza nell'ecosistema acquatico di dosi troppo elevate di sostanze nutritive come azoto, fosforo o zolfo, provenienti da fonti naturali o antropiche (come i fertilizzanti, alcuni tipi di detersivi, le acque reflue di origine domestica o industriale), e il conseguente degrado dell'ambiente divenuto asfittico.
L'accumulo di elementi come l'azoto e il fosforo causa la proliferazione di alghe microscopiche che, a loro volta, non essendo smaltite dai consumatori primari, determinano una maggiore attività batterica; aumenta così il consumo globale di ossigeno, e la mancanza di quest'ultimo provoca alla lunga la morte dei pesci. Questo fenomeno è stato riconosciuto come un problema di inquinamento in Europa e in America del Nord verso la metà del XX secolo e da allora si è andato sviluppando.
Negli ambienti acquatici si nota un notevole sviluppo della vegetazione e del fitoplancton.
Il loro aumento numerico presso la superficie dello specchio d'acqua comporta una limitazione degli scambi gassosi (e quindi anche del passaggio in soluzione dell'ossigeno atmosferico). Inoltre, quando le alghe muoiono, vi è una conseguente forte diminuzione di ossigeno a causa della loro decomposizione e i processi di putrefazione e fermentazione associati liberano grandi quantità di ammoniaca, metano e acido solfidrico, rendendo l'ambiente inospitale anche per altre forme di vita. Al posto dei microrganismi aerobici (che hanno bisogno di ossigeno) subentrano quelli anaerobici (che non hanno bisogno di ossigeno) che sviluppano sostanze tossiche e maleodoranti.
Alcuni effetti negativi dell'eutrofizzazione sono:
- aumento della biomassa di fitoplancton
- sviluppo di specie tossiche di fitoplancton
- aumento della quantità di alghe gelatinose (mucillagini)
- aumento delle piante acquatiche in prossimità dei litorali
- aumento della torbidità e del cattivo odore dell'acqua
- diminuzione della quantità di ossigeno disciolto nell'acqua
- diminuzione della diversità biotica
- scomparsa di alcune specie ittiche pregiate (i salmonidi).

Per contrastare l'eutrofizzazione sono necessari interventi che riducano gli afflussi di nutrienti ai corpi idrici (riduzione dei fertilizzanti in agricoltura, depurazione degli scarichi civili e industriali, trattamento delle acque di scolo delle colture tramite agenti sequestranti e impianti di fitodepurazione).
Si ritiene che il riscaldamento globale contribuirà a peggiorare il fenomeno dell'eutrofizzazione. Il riscaldamento delle acque superficiali, infatti, fa diminuire la solubilità dei gas (e quindi anche dell'ossigeno).